# Liste d'écrivains serbes
Cette page présente une liste d'écrivains serbes (Spisak srpskih književnika) : Littérature serbe. L'ordre alphabétique retenu est celui de l'alphabet latin usuel (qui diffère de l'ordre alphabétique serbe translittéré).
- Haut – A
- B
- C
- D
- E
- F
- G
- H
- I
- J
- K
- L
- M
- N
- O
- P
- Q
- R
- S
- T
- U
- V
- W
- X
- Y
- Z

## A
- David Albahari (né en 1948)
- Mira Alečković (1924-2008)
- Dejan Aleksić (né en 1972)
- Ivo Andrić (1892-1975)
- Miroslav Antić (1932-1986)
- Vladimir Arsenijević (né en 1965)
- Ana Atanasković (née en 1973) (sr:Ана Атанасковић)

## B
- Sava Babić
- Ilija Bakić
- Matija Ban (1818-1903)
- Svetislav Basara (né en 1953)
- Matija Bećković (né en 1939)
- Radomir Belaćević
- Isidora Bjelica
- Jelena Blanuša (née en 1987)
- Milutin Bojić (1892-1917)
- Radoslav Bratić (né en 1948)
- Dragomir Brzak
- Miodrag Bulatović (1930-1991)

## C
- Grigorije Camblak (vers 1360-1419)
- Aleksandar Černov
- Zoran Ćirić (né en 1962)
- Gordana Ćirjanić (née en 1957)
- Branko Ćopić (1915-1984)
- Dobrica Ćosić (1921-2014)
- Brana Crnčević
- Miloš Crnjanski (1893-1977)

## D
- Danilo II (vers 1270-1337)
- Đuro Daničić (1825-1882)
- Milovan Danojlić (né en 1937)
- Oskar Davičo (1909-1989)
- Filip David
- Vladan Desnica
- Vladislav Petković Dis
- Zoran Đerić (né en 1960)
- Gojko Đogo (né en 1940)
- Radoje Domanović (1873-1908)
- Domentijan (milieu du IIIe siècle)
- Predrag Dragić
- Rade Drainac (1899-1973)
- Vuk Drašković (né en 1946)
- Jovan Dučić (1871-1943)
- Zoran Đurović

## E
- Dobrica Erić (né en 1936)

## F
- Dragan R. Filipović

## G
- Radovan Gajić
- Aleksandar Gatalica (né en 1964)
- Stanislava-Taša Gavrilović
- Milovan Glišić (1847-1908)
- Jovan Grčić Milenko (1846-1875)
- Petar Grujičić

## H
- Ljiljana Habjanović-Đurović
- Enes Halilović (né en 1977)
- Jovan Hristić

## I
- Jakov Ignjatović (1822-1889)
- Vojislav Ilić
- Zoran Ilić
- Antonije Isaković (1923-2002)

## J
- Đura Jakšić (1832-1878)
- Svetomir Janković
- Vladeta Jerotić (1924-2018)
- Miroslav Josić Višnjić (né en 1946)
- Biljana Jovanović (1953-1996)
- Jovan Jovanović Zmaj (1833-1904)
- Marija Jovanović
- Dragan Jovanović Danilov (né en 1960)
- Miomir Miki Jovanović
- Zlatan Jurić Atan

## K
- Stevan Kaćanski (1828-1890)
- Dragoš Kalajić (1943-2005)
- Miodrag Kojadinović (né en 1961)
- Radomir Konstantinović (1928-2011)
- Momo Kapor (1937-2010)
- Vuk Stefanović Karadžić (1787-1864)
- Vojislav Karanović
- Daliborka Kiš Juzbaša
- Danilo Kiš (1935-1989)
- Boban Knežević
- Petar Kočić (1877-1916)
- Milan Komnenić
- Vladimir Kopicl (né en 1949)
- Erih Koš (1913-2010)
- Laza Kostić (1841-1910)
- Dušan Kovačević (né en 1948)
- Siniša Kovačević (né en 1954)
- Stanislav Krakov (1895-1968)
- Ivana Kuzmanović

## L
- Mihailo Lalić (1914-1992)
- Laza Lazarević (1851-1891)
- Stefan Lazarević (1377-1427)
- Vladimir Lazović
- Đorđe Lebović
- Danilo Lučić (né en 1984)
- Dragan Lukić (1928-2006)

## M
- Tanja Kragujević (née en 1946)
- Desanka Maksimović (1898-1993)
- Miroslav Maksimović (né en 1946)
- Mladen Markov
- Milena Marković (née en 1974)
- Predrag Marković
- Radovan Beli Marković
- Slavoljub Marković (né en 1952)
- Slobodan Marković (1928-1990)
- Simo Matavulj
- Dušan Matić (1898-1980)
- Vladan Matijević
- Dragoslav Mihailović (né en 1930)
- Borislav Mihajlović Mihiz
- Milan Đ. Milićević (1831-1908)
- Petar Miloradović (né en 1970)
- Đorđe Milosavljević (né en 1969)
- Peđa Milosavljević (1908-1987)
- Branko Miljković (1934-1961)
- Vladimir Mladenov
- Lukijan Mušicki (1777-1837)

## N
- Momčilo Nastasijević
- Živorad Nedeljković (né en 1959)
- Vladan Nedić
- Dobrilo Nenadić
- Ljubomir Nenadović (1826-1895)
- Mateja Nenadović (1777-1854)
- Danilo Nikolić
- Jovanka Nikolić (née en 1952)
- Rajko Petrov Nogo
- Aleksandar Novaković
- Branislav Nušić (1864-1938)

## O
- Aleksandar Obradović
- Dositej Obradović (1739-1811)
- Grozdana Olujić (1934-2019)
- Vida Ognjenović
- Zaharije Orfelin (1726-1785)
- Đoko Ostojić

## P
- Jovan Pačić (1771-1849)
- Milorad Pavić (1929-2009)
- Milorad Pavlović
- Miodrag Pavlović (1928-2014)
- Predrag M. Pavlović
- Slaviša Pavlović
- Živko Pavlović (1871-1938)
- Živojin Pavlović (1933-1998)
- Borislav Pekić (1930-1992)
- Maja Pelević
- Miloš Perović (1874-1918)
- Bratislav Petković (né en 1948)
- Radoslav Petković (né en 1953)
- Vladislav Petković Dis (1880-1917)
- Rajko Petrov Nogo (né en 1945)
- Branislav Petrović (1937-2002)
- Goran Petrović (né en 1961)
- Miomir Petrović
- Rastko Petrović
- Uroš Petrović
- Veljko Petrović
- Branislav Pipović
- Vasko Popa (1922-1991)
- Aleksandar Popović
- Danko Popović (né en 1928)
- Jovan Popović (1905-1952)
- Jovan Sterija Popović (1806-1856)

## R
- Branko Radičević (1824-1853)
- Saša Radojčić (né en 1963)
- Slaven Radovanović
- Radoje Radosavljević
- Borislav Radović (né en 1935)
- Dušan Radović (1922-1984)
- Joran Radulovic
- Selimir Radulović (né en 1953)
- Stevan Raičković (1928-2007)
- Jovan Rajić (1726-1801)
- Milan Rakić (1876-1958)
- Slobodan Rakitić
- Ana Ristović
- Ljubivoje Ršumović

## S
- Uglješa Šajtinac
- Aleksa Šantić
- Saint Sava (1175-1235)
- Milisav Savić (né en 1945)
- Predrag Savić
- Branimir Šćepanović (1937-2020)
- Aleksandar Sekulić
- Dara Sekulić
- Isidora Sekulić (1877-1958)
- Slobodan Selenić (1933-1995)
- Meša Selimović (1910-1982)
- Ljubomir Simović (né en 1935)
- Biljana Srbljanović (née en 1970)
- Stevan Sremac (1855-1906)
- Vasa Stajić (1878-1947)
- Vlastimir Stanisavljević (né en 1941)
- Radivoj Stanivuk (né en 1960)
- Borisav Stanković (1876-1927)
- Mirjana Stefanović (née en 1939)
- Vidosav Stevanović (né en 1942)
- Zoran Stefanović (né en 1969)
- Milica Stojadinović-Srpkinja (1828-1878)
- Dejan Stojanović (né en 1959)
- Radosav Stojanović (né en 1950)
- Atanasije Stojković (1773-1832)
- Dušan Stošić

## T
- Vladimir Tasić
- Teodosije de Hilandar (1246-1328)
- Srđan V. Tešin
- Milosav Tešić (né en 1947)
- Aleksandar Tišma (1924-2003)
- Miroljub Todorović
- Jaša Tomić (1856-1922)
- Kosta Trifković (1843-1875)
- Duško Trifunović

## U
- Pavle Ugrinov (1926-2007)
- Milutin Uskoković (1884-1915)

## V
- Dragiša Vasić (1885-1945)
- Dragan Velikić (né en 1953)
- Svetlana Velmar-Janković (1933-2014)
- Janko Veselinović (1862-1905)
- Sonja Veselinović (né en 1981)
- Filip Višnjić (1767-1834)
- Mihály Vitkovics (1778-1829)
- Ivo Vojnović (1857-1929)
- Duška Vrhovac
- Milenko Vučetić
- Aleksandar Vučo (1897-1985)
- Prvoslav Vujčić (né en 1960)
- Joakim Vujić (1772-1847)
- Miro Vuksanović (né en 1944)

## Z
- Anđelko Zablaćanski
- Rastko Zakić
- Zoran Živković (né en 1948)
- Jovan Zivlak (né en 1947)
- Pero Zubac

- Haut – A
- B
- C
- D
- E
- F
- G
- H
- I
- J
- K
- L
- M
- N
- O
- P
- Q
- R
- S
- T
- U
- V
- W
- X
- Y
- Z